# Robert IV d'Auvergne (comte)
Pour les articles homonymes, voir Robert IV et Robert d'Auvergne.
Robert IV d'Auvergne, né vers 1130 et mort en 1194, est comte d'Auvergne entre 1182 et 1194. Il est le fils de Guillaume VIII d'Auvergne et d'Anne de Nevers.

## Biographie
Le règne de Robert IV d'Auvergne dure douze années. Il commence en 1182 et s'arrête en 1194, date de sa mort.
En 1183, une armée de brabançons fait irruption en Auvergne. Elle est alors taillée en pièces par l'armée de Robert IV qui réunit  autour de lui un nombre important de nobles auvergnats.

### Abbaye du Bouschet
En 1192 Robert IV fonde l'abbaye cistercienne du Bouschet-Vauluisant. Son intention est d'en faire le lieu d'accueil de son tombeau et la nécropole de la dynastie des comtes d'Auvergne.

### Famille et descendance
Robert IV a épousé Mathilde de Bourgogne, fille d'Eudes II, duc de Bourgogne et de Marie de Blois-Champagne. De cette union sont nés :
- Guillaume IX, qui est devenu comte d'Auvergne de 1194 à 1195 ;
- Robert d'Auvergne (mort en 1234), doyen du chapitre de la cathédral d'Autun, évêque de Clermont (1195), puis archevêque de Lyon (1225) ;
- Guy II, qui est devenu comte d'Auvergne de 1195 à 1222 ;
- Marie, qui a épousé Albert II de La Tour du Pin.